# Luis Peralta (calciatore 1992)
Luis Arturo Peralta Ariño (Fonseca la Guajiro, 30 luglio 1992) è un calciatore colombiano, attaccante dell'Template:Calcio ADA Jaen.

## Carriera

### Club
Il 1º gennaio 2016 viene acquistato dall'Once Caldas.